# Station Almelo de Riet
Station Almelo de Riet (afkorting: Amri) is een voorstadshalte aan de spoorlijn Almelo – Hengelo. De halte is genoemd naar en gelegen in de woonwijk De Riet en werd op 3 oktober 1926 geopend. Het stationsgebouw, inmiddels niet meer in deze functie in gebruik, is van het type Vierlingsbeek en dateert uit 1957. Het heeft twee perrons in bajonetligging.

## Afbeeldingen

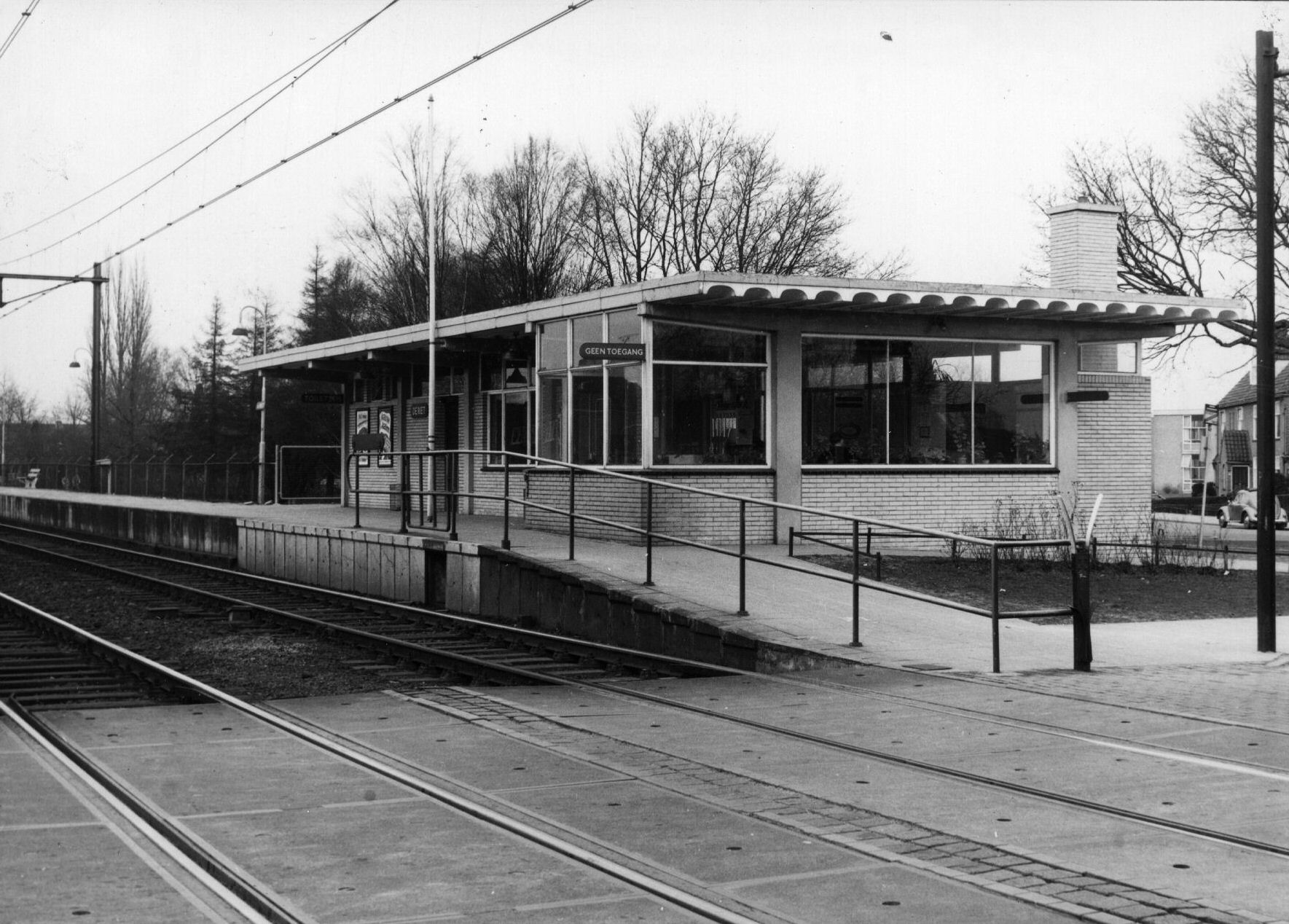
Het station in 1959
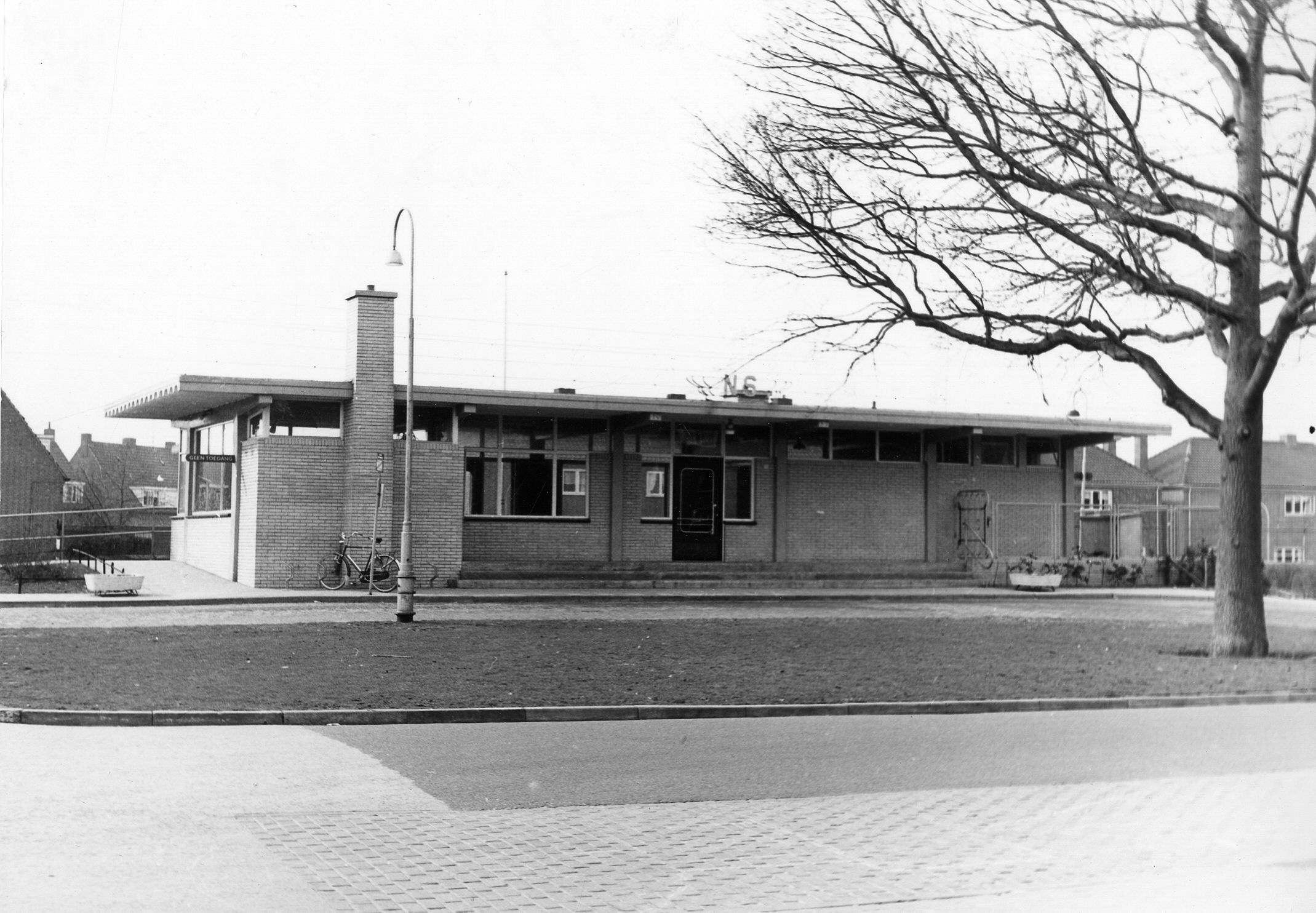
Stationsgebouw
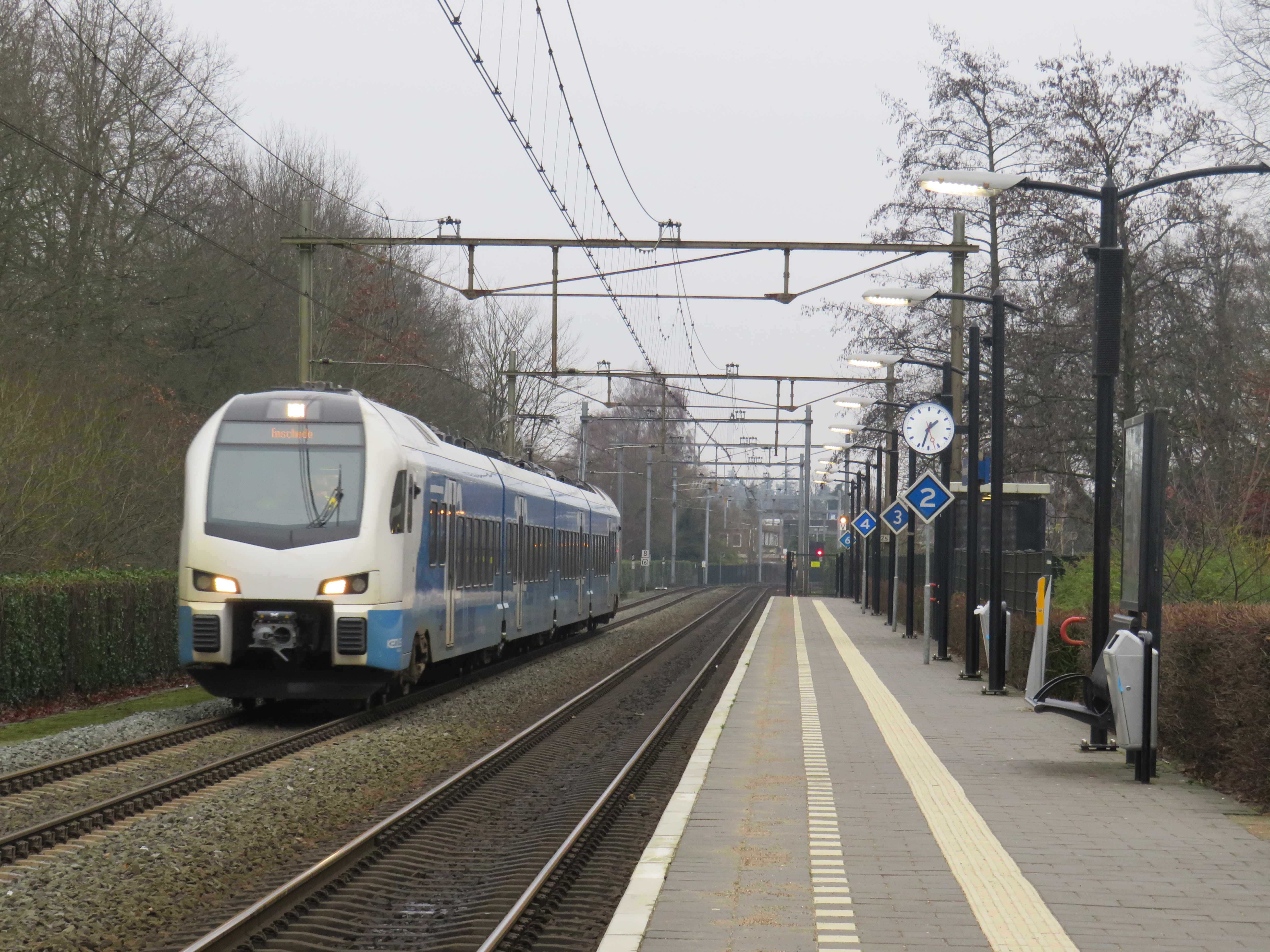
Keolis FLIRT arriveert op het station
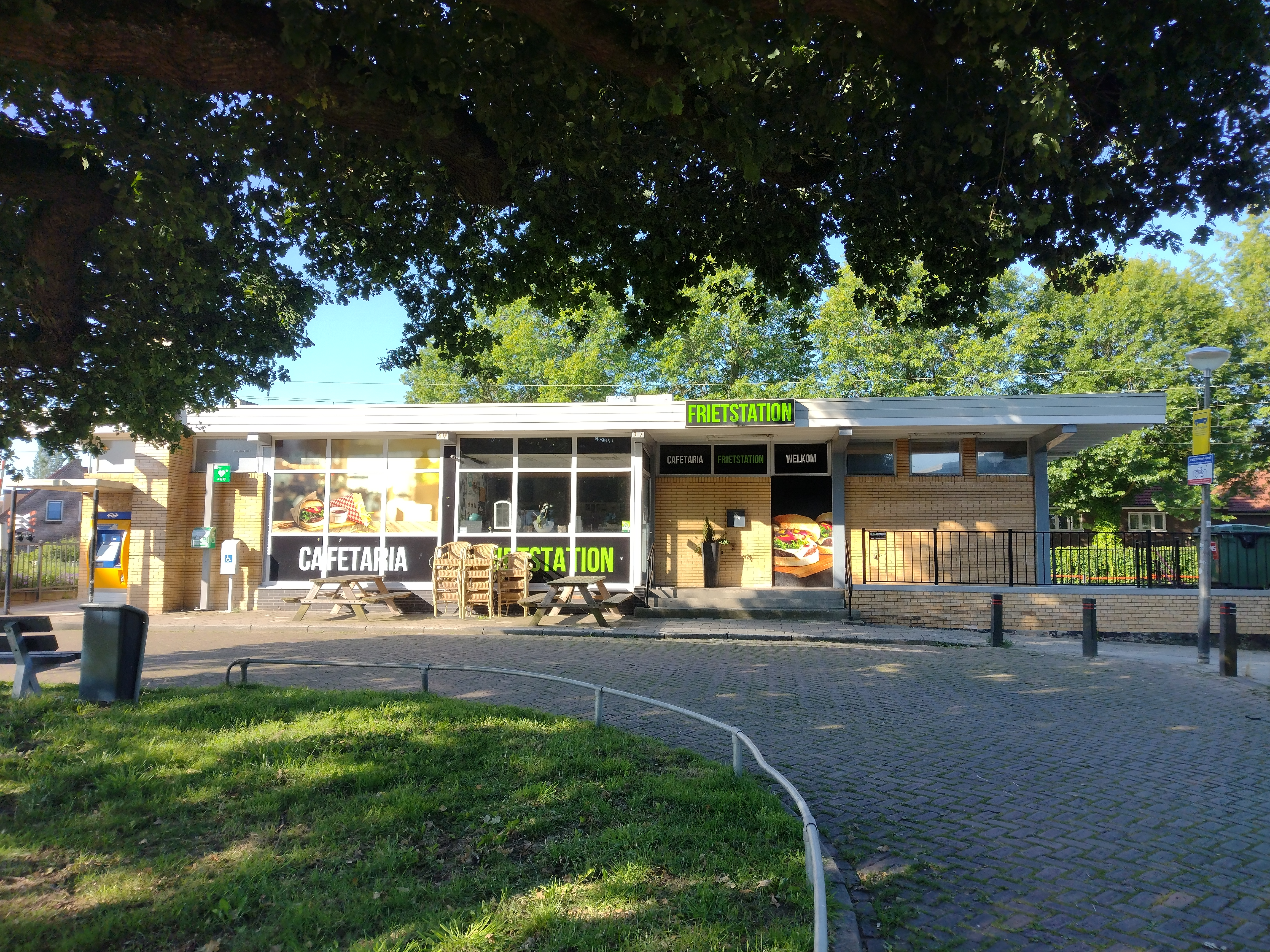
Het station in 2024
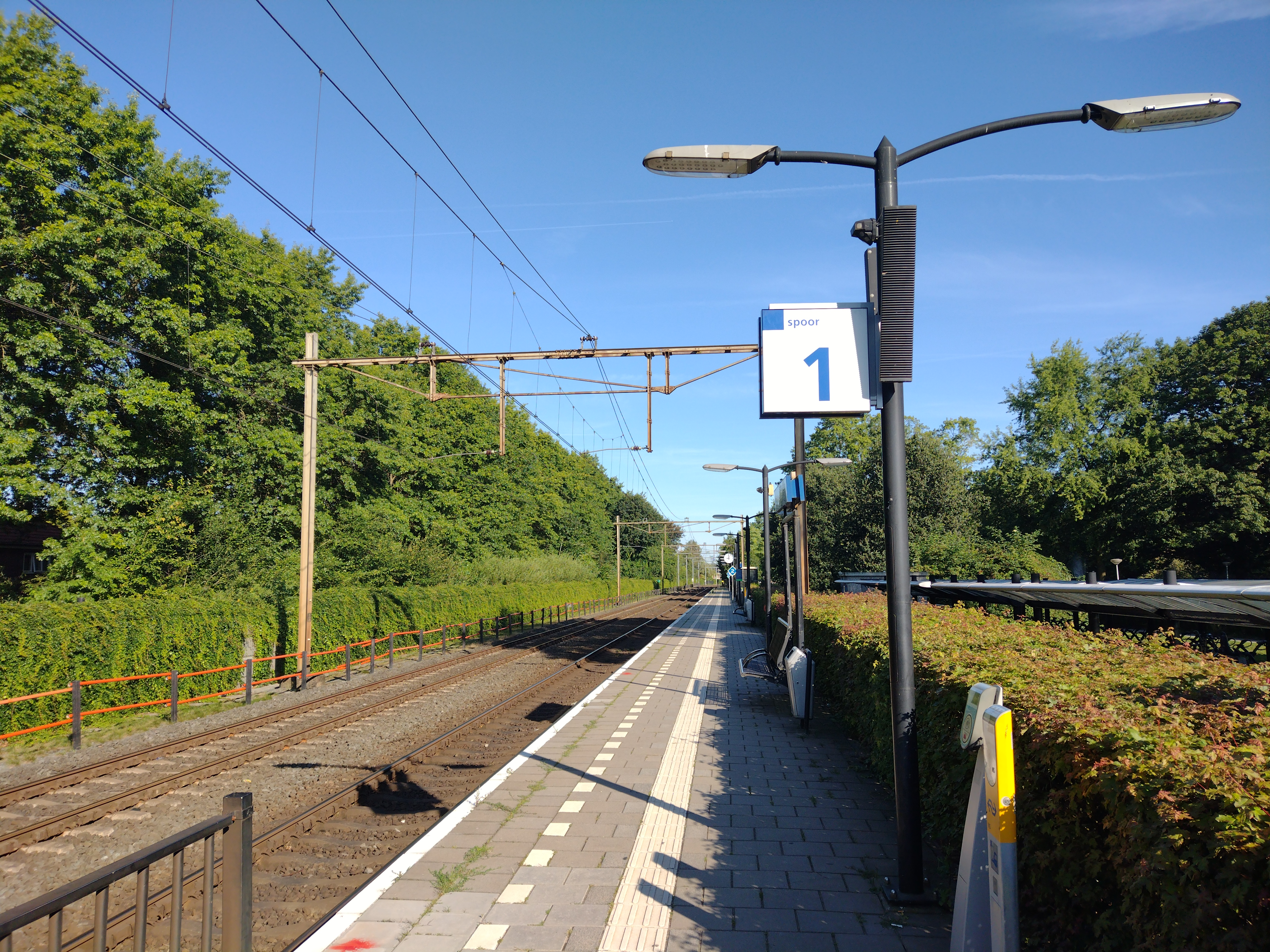
Spoor 1

## Treinseries
De volgende treinseries stoppen in Almelo de Riet:
| Serie      | Treinsoort        | Route                                                               | Bijzonderheden                      |
| ---------- | ----------------- | ------------------------------------------------------------------- | ----------------------------------- |
| 7000       | Sprinter (NS)     | Apeldoorn – Deventer – Almelo – Almelo de Riet – Hengelo – Enschede | Rijdt in de spits van/naar Enschede |
| 7900 RS 23 | Sprinter (Keolis) | Zwolle – Almelo – Almelo de Riet – Hengelo – Enschede               | Onderdeel van Blauwnet              |

Vanaf december 2009 reed de 7900-serie alleen tussen Nijverdal en Enschede in verband met de aanleg van een spoortunnel. Op 1 april 2013 is deze verbinding hersteld.
Treinserie 7000 rijdt alleen tussen Enschede en Almelo in de spits doordeweeks. 's Ochtends is dit van 7:00 tot 9:30, 's avonds van 15:30 tot 18:30. NS bedient (naast de treinen van Keolis) station Almelo de Riet daardoor met maar 17 treinen per dag (in totaal).

## Ontwikkeling aantal reizigers
Het aantal door NS vervoerde reizigers (per gemiddelde werkdag) ontwikkelde zich sedert 2019 als volgt:
| Jaar | Aantal reizigers |
| ---- | ---------------- |
| 2019 | 223              |
| 2020 | 105              |
| 2021 | 112              |
| 2022 | 143              |
| 2023 | 182              |
| 2024 | 179              |

0,8: Almelo ·
2,7: Almelo de Riet ·
7,1: Zenderen ·
10,1: Borne ·
15,4: Hengelo ·
Hengelo GOLS ·
17,2: Hengelo Oost ·
26,2: Oldenzaal ·
16,7: Gildehaus ·
13,7: Bad Bentheim ·
Bad Bentheim Nord ·
9,3: Schüttorf ·
0,0: Salzbergen
Almelo · 
-De Riet · 
Borne · 
Daarlerveen · 
Dalfsen · 
Delden · 
Deventer · 
-Colmschate · 
Enschede · 
-De Eschmarke · 
-Kennispark · 
Glanerbrug · 
Goor · 
Gramsbergen · 
Hardenberg · 
Heino · 
Hengelo · 
-Gezondheidspark ·
-Oost · 
Holten · 
Kampen · 
-Zuid ·
Mariënberg · 
Nijverdal · 
Oldenzaal ·
Olst · 
Ommen · 
Raalte ·
Rijssen · 
Steenwijk · 
Vriezenveen · 
Vroomshoop · 
Wierden · 
Wijhe · 
Zwolle · 
-Stadshagen
Stations van de Museum Buurtspoorweg:
Haaksbergen · Zoutindustrie · Boekelo

Voormalige stations: zie de lijst van voormalige spoorwegstations in Overijssel